# Lalita Tripurasundari

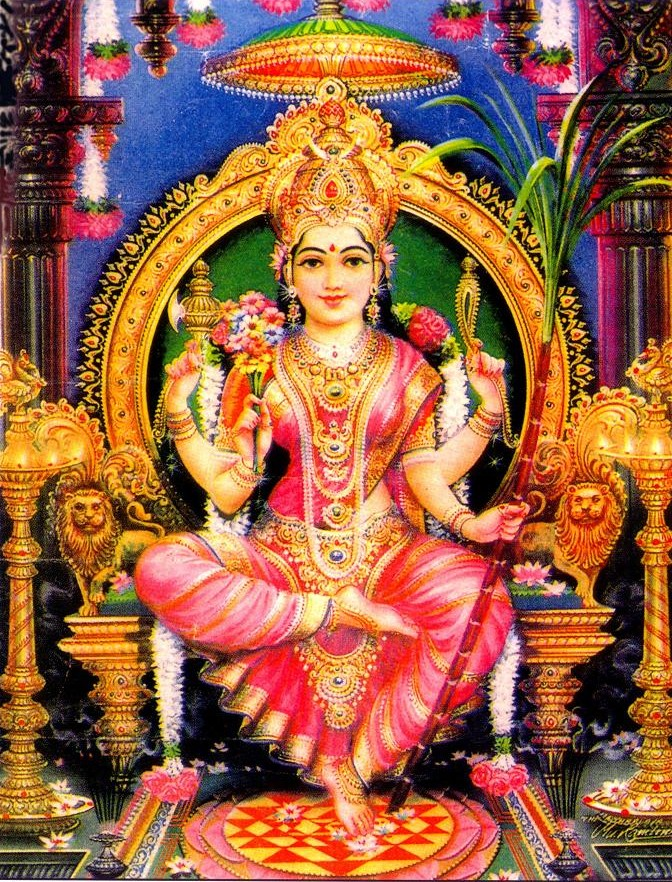
Bogini Śri Lalita Tripurasundari

Lalita Tripurasundari (Piękna Bogini Trzech Miast) –  główna bogini tantrycznej tradycji hinduistycznej śriwidja, tantryczna forma bogini Lakszmi (Śri).

## Lalita
Lalitadewi znana jest jako pogromczyni demona Bhandasury. Zamieszkuje niebiański region Śripura zbudowany przez anielskiego architekta Wiśwakarmana, jako najwyższa siedziba Śiwy Kameśwary.

## Ikonografia
Kolorystyka ikonograficzna tej bogini preferuje delikatną, piękną czerwień oraz róż. Jako atrybuty trzyma łuk trzcinowy i pięć strzał oraz pętlę i kuidło (małą spicę). Bogini siedzi na diamentowym tronie, a jej znak w postaci Śrićakry odnosi się do lotosu korony ponad głową i tam jest wizualizowany w kontemplacjach joginów.

## Kult
Ezoteryczna tradycja bogini Lality Tripurasundari zwana jest śriwidja i opiera się na wtajemniczeniu w pańćadaśakszarimantrę – piętnastosylabową mantrę oraz na wielbieniu bogini z użyciem jej tysiąca imion, których zbiór to Lalitasahasranama. Skrócony zbiór imion chwały bogini zawiera trzysta imion i zwany jest Triśati.
Lalitopakhjana w świętych pismach Brahmandapurana dokładnie opisuje sposoby praktyki i idealizacji bogini oraz rozwija aspekty doktrynalne tradycji Śri Tripurasundari.